# 同志社大学スポーツ健康科学部
同志社大学スポーツ健康科学部（どうししゃだいがくスポーツけんこうかがくぶ、英称:Faculty of Health and Sports Science）は、同志社大学に設置されるスポーツ健康科学部。

## 概要
同志社大学スポーツ健康科学部は、2008年に新たな学部として設立された。学科としてはスポーツ健康科学科1学科のみが置かれている。入学定員221人。

## 沿革
- 2008年 同志社大学にスポーツ健康科学部スポーツ健康科学科を設置[1]。

## 学科
- スポーツ健康科学科[3]
  - 入学定員221人[3]

## 著名な出身者
- 林穂之香 - サッカー選手、元AFC U-19女子選手権2017日本代表チーム副主将
- 不田涼子 - テニス選手、ドーハアジア大会銅メダル
- 高野綾 - 水泳選手、第66回国民体育大会400m自由形優勝
- 友野一希 - フィギュアスケート選手、2018年世界フィギュアスケート選手権5位
- 木原万莉子 - フィギュアスケート選手、2016年トリグラフトロフィー優勝
- 田中希実-日本の長距離選手